# Bartonita
La bartonita és un mineral de la classe dels sulfurs. Va ser anomenada en honor de Paul Booth Barton, petròleg del Servei Geològic dels Estats Units.

## Característiques
La bartonita és un sulfur de fórmula química K₆Fe20S26S. Cristal·litza en el sistema tetragonal en masses anèdriques, intercrescudes amb pirrotita; també en forma de cristalls individuals allargats, de fins a 50 μm. La seva duresa a l'escala de Mohs és 3,5. Està relacionada estructuralment amb la djerfisherita i la pentlandita.
Segons la classificació de Nickel-Strunz, la bartonita pertany a «02.FC: Sulfurs d'arsènic, àlcalis, sulfurs amb halurs, òxids, hidròxid, H₂O, amb Cl, Br, I (halogenurs-sulfurs)» juntament amb els següents minerals: djerfisherita, talfenisita, owensita, clorbartonita, arzakita, corderoïta, grechishchevita, lavrentievita, radtkeïta, kenhsuïta, capgaronnita, perroudita, iltisita, demicheleïta-(Br) i demicheleïta-(Cl).

## Formació i jaciments
La bartonita va ser descoberta a Coyote Peak, al comtat de Humboldt (Califòrnia, Estats Units). També ha estat descrita en un altre indret dels EUA, Dinamarca, Itàlia i Rússia.